# サムライ (オリジナルビデオ)
『サムライ』は、2012年12月21日に発売されたオリジナルビデオ。「自衛隊がクーデターを起こす」という内容のポリティカルサスペンス作品。

## ストーリー
201X年。紛争中の北アフリカ某国に海外派遣された陸上自衛隊の部隊が、反政府ゲリラとの銃撃戦を展開した。隊員に死傷者は出なかったものの、自衛隊の武力行使に反感を抱くマスコミからのバッシングを受けた防衛大臣は、部隊の指揮官だった白河一佐に責任を押し付け、白河は自衛隊を退官する。
数日後、白河は政界の黒幕である安永の自宅に招かれる。安永は防衛費の大幅削減を実施し、外交・防衛において失策を繰り返す民権党政権に不満を抱き、自衛隊のクーデターによって国家を立て直すことを画策していた。安永に協力を頼まれた白河は、同期の来見沢一佐やかつての部下たちと共にクーデターに同調し、決行に備えて準備を進めるが、決行前日に実行部隊は武装解除され、クーデターは不発に終わってしまう。
拘束を免れた白河は部下と共に逃走するが、計画を漏らした人物がいることを察知し、裏切者を見つけ出すため行動する。

## 登場人物
白河 誠司（しらかわ せいじ）
一等陸佐。東部方面隊第2師団第26連隊長。北アフリカ某国で、部下を守るため反政府ゲリラとの戦闘を許可するが、その責任を問われ退官する。退官後、安永の依頼を受けクーデターの指揮を引き受けるが、失敗後は裏切者を見つけるため逃亡を続ける。
安永（やすなが）
清新党の代議士で、「政界の黒幕」と呼ばれる大物政治家。日本の現状を憂い、日本を「真の独立国家」にするため、クーデターを画策する。失敗後は自分の関与が明るみに出ることを防ぐため白河の拘束を命じる。
佐伯（さえき）
右翼団体・報国烈士会の総帥。元自衛官で、白河の友人。白河の身を案じ、クーデター計画の裏切者探しを進める。
来見沢（くるみざわ）
一等陸佐。第2師団所属。白河の同期。防衛を疎かにする民権党政権に不満を抱き、安永に白河を引き合わせ、クーデターに参加する。失敗後は白河の身を案じ、投降を呼びかける。
郷田（ごうだ）
一等陸尉。第26連隊所属。白河の副官。白河に同調し、クーデターに参加する。
本庄（ほんじょう）
三等陸尉。第26連隊所属。反逆者になることに戸惑いつつ、クーデターに参加する。
近藤（こんどう）
陸士長。第26連隊所属。白河に心酔し、クーデターに参加する。
三原（みはら）
陸士長。第26連隊所属の女性自衛官。白河に心酔し、クーデターに参加する。
沢江（さわえ）
陸将。第2師団長。安永の取り巻きの一人。安永に命じられ、白河の拘束を図る。
高原（たかはら）
三栄重工社長。安永の取り巻きの一人。国産迎撃ミサイルの開発を進めていたが、民権党政権に助成金を打ち切られてしまい、安永に泣き付く。
北村（きたむら）
防衛大臣。マスコミからのバッシングを受け、白河を更迭する。
荒木（あらき）
警視庁公安部の刑事。郷田の学生時代の同級生。
土屋（つちや）
二等陸尉。第2師団所属。部隊を率いて、白河の拘束を図る。
笹嶋（ささじま）
一等陸佐。西部方面隊第15連隊長。白河の同期。
白河 秋子（しらかわ あきこ）
白河の妻。白河がクーデターに参加する際、累が及ぶのを防ぐため離婚される。

## スタッフ
- 製作 - 及川次雄
- 企画 - 山本ほうゆう
- プロデューサー - 渋谷正一、山本芳久
- 監督・脚本 - 片岡修二
- 撮影 - 下元哲
- 録音 - 山口勉
- 編集 - 小川幸一
- 助監督 - 佃謙介
- 制作協力 - アスプロスドラーゴ
- 制作 - メディア・ワークス
- 製作 - コンセプトフィルム

## キャスト
- 白河誠司 - 白竜
- 郷田 - 小沢和義
- 本庄 - 倉見誠
- 土屋 - Koji
- 三原 - 船津未帆
- 近藤 - 嶋和貴
- 沢江 - 清水宏
- 来見沢 - 宮村優
- 荒木 - 江原シュウ
- 高原 - 御木裕
- 北村 - 野口雅弘
- 笹嶋 - 奈良坂篤
- 白河秋子 - 滝本ゆに
- 笹川大輔
- 宮崎貴久
- 中山裕介
- 石山昭子
- 山本修
- 秋山貴史
- 高杉心悟
- 尾本卓也
- 山口正人
- 伊藤大樹
- 中島大地
- 安永 - 堀田眞三
- 佐伯 - 桑名正博